# Mostafa Saad
Mostafa Saad Abdalla Sayed Ahmed (in arabo مصطفي سعد ميسي‎?; 22 agosto 2001) è un calciatore egiziano, centrocampista dello ZED in prestito dall'Al-Ahly.

## Carriera

### Club
Saad è cresciuto nel settore giovanile del Ceramica Cleopatra, con cui ha debuttato il 27 dicembre 2020 nell'incontro di Prima Lega perso 1-0 contro il Pyramids. Ha segnato il suo primo gol il 27 agosto 2021, contro l'Ismaily.
Nel 2022 è stato acquistato dall'Al-Ahly, e dopo sei mesi in cui ha collezionato solamente due presenze, è stato ceduto in prestito allo Smouha. Nell'estate del 2023 è passato con la stessa formula allo ZED.

### Nazionale
Ha giocato nella nazionale egiziana Under-23.
Nel 2024 ha partecipato ai Giochi Olimpici.

## Statistiche

### Presenze e reti nei club
Statistiche aggiornate al 21 luglio 2024.
| Stagione        | Squadra            | Campionato      | Campionato | Campionato | Coppe nazionali | Coppe nazionali | Coppe nazionali | Coppe continentali | Coppe continentali | Coppe continentali | Altre coppe | Altre coppe | Altre coppe | Totale | Totale | Totale |
| Stagione        | Squadra            | Comp            | Pres       | Reti       | Comp            | Pres            | Reti            | Comp               | Pres               | Reti               | Comp        | Pres        | Reti        | Pres   | Reti   |        |
| --------------- | ------------------ | --------------- | ---------- | ---------- | --------------- | --------------- | --------------- | ------------------ | ------------------ | ------------------ | ----------- | ----------- | ----------- | ------ | ------ | ------ |
| 2020-2021       | Ceramica Cleopatra | 1L              | 7          | 1          | CE              | 0               | 0               |                    | -                  | -                  |             | -           | -           | 7      | 1      |        |
| 2021-2022       | Ceramica Cleopatra | 1L              | 32         | 2          | CE              | 0               | 0               |                    | -                  | -                  |             | -           | -           | 32     | 2      |        |
| 2022-gen. 2023  | Al-Ahly            | 1L              | 2          | 0          | CE              | 0               | 0               |                    | -                  | -                  |             | -           | -           | 2      | 0      |        |
| gen.-giu. 2023  | Smouha             | 1L              | 18         | 2          | CE              | 0               | 0               |                    | -                  | -                  |             | -           | -           | 18     | 2      |        |
| 2023-2024       | ZED                | 1L              | 25         | 3          | CE              | 0               | 0               |                    | -                  | -                  |             | -           | -           | 25     | 3      |        |
| Totale carriera | Totale carriera    | Totale carriera | 84         | 8          |                 | 0               | 0               |                    | -                  | -                  |             | -           | -           | 84     | 8      |        |